# Alviniconcha hessleri
Alviniconcha hessleri is een slakkensoort uit de familie van de Provannidae. De wetenschappelijke naam van de soort is voor het eerst geldig gepubliceerd in 1988 door Okutani & Ohta.